# Kasey Rogers
Pour les articles homonymes, voir Rogers.
Kasey Rogers également connue sous le nom de Laura Elliott, née Imogene Rogers, le 15 décembre 1925 à Morehouse dans le Missouri et morte à Los Angeles le 6 juillet 2006, est une actrice américaine.

## Biographie
Elle est connue pour avoir interprété le rôle de Louise Tate dans Ma sorcière bien-aimée et Julie Harrington dans Peyton Place.
Au cinéma, elle a trouvé le rôle de sa vie dans L'Inconnu du Nord-Express (Strangers on a train, 1951) d'Alfred Hitchcock où elle se fait étrangler par Robert Walker dans une scène d'anthologie.
Elle meurt en 2006 d'un arrêt cardio-circulatoire à la suite d'un cancer de la gorge.

## Filmographie partielle

### Cinéma
- 1949 : Special Agent de William C. Thomas : Lucille Peters
- 1949 : Quand viendra l'aurore (Top o' the Morning) de David Miller : secrétaire de Larkin
- 1950 : La Femme à l'écharpe pailletée (The File on Thelma Jordon) de Robert Siodmak : Dolly, la secrétaire de Cleve
- 1950 : La Rue de traverse (Paid in Full) de William Dieterle : Tina
- 1950 : Girls' School de Lew Landers : Lucille Farnsworth
- 1951 : Two Lost Worlds de Norman Dawn : Elaine Jeffries
- 1951 : L'Inconnu du Nord-Express (Strangers on a Train) d'Alfred Hitchcock : Miriam Joyce Haines
- 1951 : La Ville d'argent (Silver City) de Byron Haskin : Josephine
- 1952 : L'Ivresse et l'Amour (Something to Live For) de George Stevens : actrice à l'audition (non-crédité)
- 1952 : Les Rivaux du rail (Denver and Rio Grande) de Byron Haskin : Linda Prescott
- 1953 : Courrier pour la Jamaïque (en) (Jamaica Run) : Janice Clayton
- 1953 : French Line (The French Line) de Lloyd Bacon :  Katherine 'Katy' Hodges
- 1954 : Romance sans lendemain (About Mrs. Leslie) de Daniel Mann : Felice
- 1959 : Le Shérif aux mains rouges (The Gunfight at Dodge City) de Joseph M. Newman : Molly Day (non-crédité)

### Télévision
- 1959 : Au nom de la loi  (Wanted: Dead or Alive) : saison 1, épisode 28 (Le Train/Railroad) : Francie Keene
- 1959 : Au nom de la loi  (Wanted: Dead or Alive) : saison 2, épisode 3 (Le Prétendant/The Matchmaker) : Ruby Todd
- 1959 : Perry Mason : saison 2, épisode 24 (Le Modèle meurtri/The Case of the Calendar Girl) : Loretta Harper
- 1960 : Au nom de la loi (Wanted: Dead or Alive) : saison 3, épisode 13 (Les Otages/Three for One) : Kate
- 1960 : Perry Mason : saison 3, épisode 25 (The Case of the Irate Inventor) : Lois Langley
- 1964-1968 : Peyton Place (dans 103 épisodes de la série) : Julie Harrington
- 1966-1972 : Ma sorcière bien-aimée (Bewitched) (dans 33 épisodes de la série) : Louise Tate
- 1970 : Mission impossible (Mission: Impossible) : saison 5, épisode 2 (Trafic/Flip Side) : Bunny Cameron